# Les Demi-civilisés
Les Demi-civilisés est un roman écrit par Jean-Charles Harvey, paru en 1934. Le roman a connu une censure cléricale officielle, tout particulièrement de la part du cardinal Villeneuve  en avril 1934.
Dès sa parution, le roman a choqué et fait sensation à cause de son contenu, les personnages du roman s'adonnant ouvertement à la drogue, à l'alcoolisme et à l'adultère. Après la condamnation publique du roman par le clergé, la direction du journal Le Soleil a exigé la démission de l'auteur, qui a perdu son emploi le 30 avril 1934.